# جاكي بريغز
جاكي بريغز (بالإنجليزية: Jaclyn Kintzer) هي لاعب هوكي الحقل أمريكية، ولدت في 23 مايو 1988.

## وصلات خارجية
- جاكي بريغز على موقع أوليمبيديا (الإنجليزية)